# Ylilampi (sjö i Lappland)
Ylilampi är en sjö i Finland. Den ligger i kommunen Rovaniemi i landskapet Lappland, i den norra delen av landet, 700 km norr om huvudstaden Helsingfors. Ylilampi ligger 133,6 meter över havet. Arean är 27,3 hektar och strandlinjen är 3,76 kilometer lång. Sjön  ingår i Kemi älvs huvudavrinningsområde. 